# Episodi di Circle of Life (terza stagione)
La terza stagione di Circle of Life è stata trasmessa in Germania su ARD dal 1º novembre 2008 al 10 febbraio 2009. In Italia è andata in onda su Canale 5 dall'8 settembre 2012 al 18 novembre 2012.
| nº | Titolo originale  | Titolo italiano          | Prima TV Germania | Prima TV Italia   |
| -- | ----------------- | ------------------------ | ----------------- | ----------------- |
| 1  | Was für ein Tag   | Tutto in un giorno       | 1º novembre 2008  | 8 settembre 2012  |
| 2  | Mutterliebe       | L'amore per un figlio    | 11 novembre 2008  | 9 settembre 2012  |
| 3  | Katastrophen      | Il sogno svanito         | 18 novembre 2008  | 9 settembre 2012  |
| 4  | Familienzuwachs   | Il bambino e il cane     | 25 novembre 2008  | 15 settembre 2012 |
| 5  | Bittere Wahrheit  | Sesto senso              | 2 dicembre 2008   | 22 settembre 2012 |
| 6  | Heimlichkeiten    | Segreti in famiglia      | 9 dicembre 2008   | 6 ottobre 2012    |
| 7  | Betrug            | Primi amori              | 16 dicembre 2008  | 21 ottobre 2012   |
| 8  | Chaos der Gefühle | Gravidanza imprevista    | 6 gennaio 2009    | 28 ottobre 2012   |
| 9  | Herzschmerz       | Mal di cuore             | 13 gennaio 2009   | 3 novembre 2012   |
| 10 | In höchster Not   | A rischio di contagio    | 20 gennaio 2009   | 4 novembre 2012   |
| 11 | Verstimmungen     | Malinconia               | 27 gennaio 2009   | 10 novembre 2012  |
| 12 | Sehstörungen      | Un sogno lungo un giorno | 3 febbraio 2009   | 11 novembre 2012  |
| 13 | Zerreißprobe      | Una bambina in fuga      | 10 febbraio 2009  | 18 novembre 2012  |